# New Cambria (Missouri)
New Cambria è un comune degli Stati Uniti d'America, situato nello Stato del Missouri, nella contea di Macon.